# Перцовый Берег
Перцовый берег, Перечный Берег (англ. Pepper Coast), также Малагетта (порт. Malaguetta) — часть побережья Либерии, между мысом Пальмас и мысом Месурадо. Ранее под этим названием мог подразумеваться больший участок побережья, включая все побережье современной Либерии и часть Кот-д’Ивуар.
Берег низменный и плоский, с лагунами. Основные типы растительности — влажные экваториальные леса и мангровые заросли.
Сходно с расположенными в этом же регионе Берегом Слоновой Кости и Невольничьим берегом, местность получила свое название после освоения европейскими торговцами по товару, вывозимому отсюда. Перцовый берег был назван в XV веке по вывозившемуся отсюда португальскими мореплавателями мелегетскому перцу, называемом также иногда «гвинейским перцем» — малагетты; другое название, под которым пряность малагетта была известна в Европе — «Райские зерна», дало берегу название «Зерновой берег» англ. Grain coast (на илл.).